# Puerto Jiménez
Pour les articles homonymes, voir Jiménez.
Puerto Jiménez est un village costaricain situé dans la péninsule d'Osa et connu comme un haut lieu de l'orpaillage dans les années 1960.

## Géographie
Puerto Jiménez est le plus grand village de la péninsule d'Osa, province de Puntarenas, canton de Golfito, au Costa Rica. Il compte 1 780 habitants.
La commune donne sur le golfe Dulce, près du parc national Corcovado.

## Histoire
Le lieu est historiquement connu comme un haut lieu de l'orpaillage et de l'industrie forestière pendant les années 1960. Cizia Zykë y débarque au début de son récit autobiographique Oro.

## Transports
Il est desservi par l'aérodrome de Puerto Jiménez.